# Stenus ovalis
Stenus ovalis es una especie de escarabajo del género Stenus, familia Staphylinidae. Fue descrita científicamente por Tang, Liang, Li-Zhen Li & Mei-Jun Zhao en 2005.
Habita en China (Zhejiang).